# Штиково
Штиково је насељено мјесто у саставу града Дрниша, у сјеверној Далмацији, Шибенско-книнска жупанија, Република Хрватска.

## Географски положај
Насеље је удаљено око 16 км сјевероисточно од Дрниша. Најближе веће мјесто Штикову је Врлика. Штиково је село разбијеног типа, које се састоји од више засеока у котлини између Свилаје и Козјака.

## Историја и култура
Штиково се од распада Југославије до августа 1995. године налазило у Републици Српској Крајини.
У Штикову се налази храм Српске православне цркве Св. Луке из 1816. године. Такође, у селу постоји и римокатоличка црква Св. Лука.

## Становништво
Према попису становништва из 2001. године, Штиково је имало 82 становника. Насеље је према попису становништва из 2011. године имало 45 становника.
| Националност       | 2001.       | 1991.        | 1981.        | 1971.        | 1961.        |
| Срби               | 32 (39,02%) | 324 (90,00%) | 415 (83,33%) | 577 (85,73%) | 664 (88,65%) |
| Хрвати             | 50 (60,97%) | 30 (8,33%)   | 69 (13,85%)  | 94 (13,96%)  | 85 (11,34%)  |
| Југословени        |             | 1 (0,27%)    | 1 (0,20%)    |              |              |
| остали и непознато |             | 5 (1,38%)    | 13 (2,61%)   | 2 (0,29%)    |              |
| Укупно             | 82          | 360          | 498          | 673          | 749          |

| Демографија | Демографија | Демографија |
| Година      | Становника  | Становника  |
| ----------- | ----------- | ----------- |
| 1857.       | 496         |             |
| 1869.       | 509         |             |
| 1880.       | 496         |             |
| 1890.       | 626         |             |
| 1900.       | 739         |             |
| 1910.       | 741         |             |
| 1921.       | 740         |             |
| 1931.       | 830         |             |
| 1948.       | 741         |             |
| 1953.       | 763         |             |
| 1961.       | 749         |             |
| 1971.       | 673         |             |
| 1981.       | 498         |             |
| 1991.       | 360         |             |
| 2001.       | 82          |             |
| 2011.       |             | 45          |

## Попис 1991.
На попису становништва 1991. године, насељено место Штиково је имало 360 становника, следећег националног састава:
| Попис 1991.‍ | Попис 1991.‍ | Попис 1991.‍ | Попис 1991.‍ | Попис 1991.‍ |
| ----------- | ----------- | ----------- | ----------- | ----------- |
|             |             |             |             |             |
| Срби        | Срби        |             | 324         | 90,00%      |
| Хрвати      | Хрвати      |             | 30          | 8,33%       |
| Југословени | Југословени |             | 1           | 0,27%       |
| непознато   | непознато   |             | 5           | 1,38%       |
| укупно: 360 |             |             |             |             |

## Презимена
- Богдановић — Православци, славе Св. Илију
- Бура — Православци, славе Св. Луку
- Вудраговић — Православци, славе Св. Ђурђа
- Вујевић — Католици
- Граовац — Православци, славе Св. Јована
- Грујић — Православци, славе Св. Игњатија
- Девић — Православци, славе Св. Луку
- Ераковић — Православци, славе Св. Ђурђа
- Кнежевић — Православци, славе Св. Стефана
- Ненадић — Православци, славе Св. Ђурђа

Напомена: Презименима је придодата њихова традиционална религија и слава. Неки носиоци тих презимена се декларишу као атеисти и не славе славу.

## Знамените личности
- Саво Бура, погинули борац, припадник Милиције Крајине.